# Michèle Dünki-Bättig
Michèle Dünki-Bättig (* 1989) ist eine Schweizer Politikerin (SP). Seit 2015 ist sie Mitglied des Zürcher Kantonsrats, seit 2024 Co-Parteipräsidentin der SP des Kantons Zürich.

## Biografie
Michèle Dünki-Bättig absolvierte zuerst die Ausbildung zur «Informations- und Dokumentationsfachfrau». Später erwarb sie an der Fachhochschule Nordwestschweiz einen Mastertitel (MAS) in «Information Systems Management». Nach Kursen in den Bereichen Erwachsenenbildung, Personalführung und Mediation folgte schliesslich eine Ausbildung in Coaching an der Zürcher Hochschule für Angewandte Wissenschaften.
Seit 2019 arbeitet Dünki-Bättig für die Swiss Library Service Platform. Von 2020 bis 2022 leitete sie den Bereich «Projects & Development»; seit 2022 ist sie «Chief of Staff & Communication».
Sie ist verheiratet und wohnt in Glattfelden im Zürcher Unterland.

## Politik
Seit 2011 ist Dünki-Bättig Mitglied der Geschäftsleitung der SP des Bezirks Bülach. Seit 2015 ist sie Kantonsrätin und Mitglied der Kommission für Staat und Gemeinden, die sie seit 2023 präsidiert. Von 2017 bis 2023 war sie ausserdem Mitglied der kantonalen Kommission für die Gleichstellung von Frau und Mann.
Seit 2018 leitet Dünki-Bättig als Gemeinderätin der Gemeinde Glattfelden das Ressort «Finanzen, Steuern und Liegenschaften».
Im Juni 2024 übernahm sie zusammen mit Jean-Daniel Strub das Parteipräsidium der SP des Kantons Zürich.

## Weitere Engagements
Dünki-Bättig ist Co-Präsidentin des VPOD Region Zürich, Mitglied der tripartiten Kommission des Kantons Zürich und Stiftungsrätin des Gottfried-Keller-Zentrums in Glattfelden.